# مخيف 13
المخيف 13 (بالإنجليزية: 13 EERIE)‏ هو فيلم رعب كندي صدر عام 2013 من إخراج لويل دين وهو أول فيلم روائي طويل له. وكتابة كريستيان بيرس بيتلي. وبطولة كاثرين إيزابيل ومايكل شانكس وبريندان فيهر وبريندان فليتشر ونيك موران وجيسي موس.

## القصة
يبقى ستة طلاب جامعيين في الطب الشرعي في جزيرة نائية للفوز بمنصب متدرب مرموق مع مكتب التحقيقات الفيدرالي، لكن لا أحد يعلم أن الموقع قد تم استخدامه كأرض اختبار بيولوجي غير قانوني، والآن تكمن مخلوقات مرعبة في الظل فيه.

## الممثلون
- كاثرين إيزابيل بدور ميغان
- مايكل شانكس بدور تومكينز
- برندان فهر مثل دانيال
- بريندان فليتشر بدور جوش
- نيك موران دور لاري جيفرسون
- جيسي موس بدور باتريك

## روابط خارجية
- مخيف 13 على موقع IMDb (الإنجليزية)
- مخيف 13 على موقع روتن توميتوز (الإنجليزية)
- مخيف 13 على موقع ألو سيني (الفرنسية)
- مخيف 13 على موقع Turner Classic Movies (الإنجليزية)
- مخيف 13 على موقع أول موفي (الإنجليزية)
- مخيف 13 على موقع فيلمافينيتي (الإسبانية)
- مخيف 13 على موقع قاعدة بيانات الفيلم (الإنجليزية)
- مخيف 13 على موقع ليتربوكسد (الإنجليزية)
- مخيف 13 على موقع كينوبويسك (الروسية)